# Strikeforce: Los Angeles
Strikeforce: Los Angeles foi um evento de artes marciais mistas promovido pelo Strikeforce, ocorrido em 16 de junho de 2010 no Nokia Theatre em Los Angeles, California.

## Background
O card aconteceu em uma quarta-feira e coincidiu com a Electronic Entertainment Expo (E3) de 2010.
De acordo com o CEO do Strikeforce Scott Coker, “O card de 16 de Junho irá contar com os lutadores do topo dos maiores eventos, como destaques do ‘Challenger’.”
Jason Miller era esperado para ser o oponente de Robbie Lawler para esse evento. Porém, o Strikeforce oficialmente acreditou que a Comissão Atlética do Estado de Tennessee havia suspendido Miller, então Renato Sobral se tornou o oponente de Lawler em uma luta com peso casado de 195 lb.
Bobby Lashley era esperado para enfrentar Ron Sparks nesse card, porém, Lashley saiu da luta após sofrer uma lesão no joelho nos treinos.
Charles Bennett faria uma revanche contra K.J. Noons, mas Bennett foi forçado a se retirar devido a um motivo desconhecido. Ele foi substituído por Conor Heun.
O CEO do Strikeforce Scott Coker confirmou em uma entrevista em 9 de Junho de 2010 que o vencedor de Robbie Lawler vs. Renato Sobral lutariam pelo título em suas respectivas categorias. Sobral poderia enfrentar Muhammed Lawal, ou Lawler poderia enfrentar Jake Shields, mas depois ele foi substituído por Ronaldo Souza no confronto proposto após Shields assinar com o UFC. Após vencer a luta, Sobral anunciou que ele não enfrentaria Lawal por causa da amizade entre eles, e em vez disso desafiou Dan Henderson, que viria a derrotar Sobral no Strikeforce: St. Louis em 4 de Dezembro de 2010 por nocaute técnico. O chance de disputar o título dos meio pesados então foi para Rafael Cavalcante, que derrotou Lawal por nocaute técnico pelo título no Strikeforce: Houston em 21 de Agosto de 2010.
Os comentaristas do Strikeforce Challengers Stephen Quadros e Pat Miletich fizeram os comentários do evento ao lado de Mauro Ranallo, no lugar dos ausentes Gus Johnson e Frank Shamrock.
O evento teve a audiência de 164,000 telespectadores, com o pico de 197,000 na Showtime.

## Pagamentos Anunciados
O seguinte é a lista de salários dos lutadores cedida pela Comissão Atlética do Estado da Califórnia. Isso não inclui deduções por itens como segurança, licenças e impostos. Adicionalmente, não inclui o dinheiro pago pelos patrocinadores, que muitas vezes são o sustento de alguns lutadores.
- Renato "Babalu" Sobral: $100,000 (sem bônus de vitória) derrotou Robbie Lawler: $85,000
- Evangelista "Cyborg" Santos: $10,000 (sem bônus de vitória) derrotou Marius Zaramoskis: $5,000
- Tim Kennedy: $30,000 (sem bônus de vitória) derrotou Trevor Prangley: $30,000
- K.J. Noons: $25,000 (sem bônus de vitória) derrotou Conor Heun: $4,000
- Jeremy Umphries: $1,500 (sem bônus de vitória) derrotou R.J. Clifford: $2000
- Hugo Sandoval: $1,500 (sem bônus de vitória) derrotou Marcus Kowal: $1,000